# Amadeusz (film)
Amadeusz (ang. Amadeus) – amerykański dramat biograficzny z 1984 roku w reżyserii Miloša Formana. Film oparty został na sztuce Petera Shaffera pod tym samym tytułem (który był również współautorem scenariusza). Dzieło przedstawia życie i twórczość Wolfganga Amadeusa Mozarta na dworze cesarza Józefa II z perspektywy Antonia Salieriego, nadwornego kompozytora cesarza.

## Fabuła
Tytułowy Wolfgang Amadeus Mozart jest wspominany przez śmiertelnego wroga Antonio Salieriego, nadwornego kompozytora Józefa II. W pełni docenia on i wielbi talent Mozarta, który właśnie przybył na dwór. Podziw do muzyki młodzieńca kontrastuje z niechęcią do obscenicznego trybu życia Mozarta i doprowadza go wkrótce do obsesji na punkcie Wolfganga. Salieri obwinia Boga o obdarowanie talentem wulgarnego małego człowieka o sprośnym chichocie. Misterną intrygą postanawia zniszczyć wybrańca Bożego, jak określa Mozarta.

## Obsada
- F. Murray Abraham – Antonio Salieri
- Tom Hulce – Wolfgang Amadeus Mozart
- Elizabeth Berridge – Constanze Mozart
- Simon Callow – Emanuel Schikaneder
- Roy Dotrice – Leopold Mozart
- Christine Ebersole – Katerina Cavalieri
- Jeffrey Jones – cesarz Józef II

Początkowo rolę Konstancji Mozart otrzymała Meg Tilly, jednak zaraz po przyjeździe na miejsce zdjęć skręciła nogę i lekarze orzekli, że będzie przez kilka tygodni unieruchomiona. W związku z tym szybko zorganizowano kolejny casting, w wyniku którego rolę powierzono Elizabeth Berridge.

## Produkcja
Mimo że Wolfgang Amadeus Mozart spędził swoje życie w Wiedniu, Miloš Forman zdecydował się nakręcić film w swojej rodzinnej Pradze. Scenę wprowadzającą nakręcono w budynku Invalidovna.
Za charakteryzację starego Salieriego odpowiadał Dick Smith.

## Fakty i mity
Film ten nie jest oparty na faktach. Prawdą jest, że Antonio Salieri lubił muzykę Mozarta, a na łożu śmierci w demencji starczej przyznał się do zabicia kompozytora. Jednak fakty przeczą temu wyznaniu, bowiem w ciele Mozarta nie odkryto śladu trucizny ani ran. Jego śmierć powszechnie przypisuje się częstym wówczas chorobom, np. gruźlicy, zapaleniu opon mózgowych lub chorobie nerek.
W filmie Salieri wciela się w osobę tajemniczego nieznajomego, który zamawia u Mozarta Requiem. Nie jest to jednak zwyczajna wizyta. Ta wizyta wprawia w przerażenie Mozarta i zmusza do stworzenia jednej z najbardziej znanych mszy żałobnych. W rzeczywistości msza była zamówiona przez hrabiego Franza von Walsegg-Stuppacha, który wysłał w tym celu swojego służącego.
Żona Mozarta, Konstancja jest przedstawiona jako głupiutka towarzyszka życia Mozarta, którą jednak bezsprzecznie kochał. Wolfgang kochał swoją żonę, jednak wcześniej jego serce należało do jej siostry.
Wygląd Mozarta pokazany w filmie jest niemal doskonały. Był on niedużym mężczyzną o „nalanej twarzy” (cyt. zeznanie świadka), na pierwszy rzut oka bardzo niepozornym. Niezapomniany śmiech Mozarta ukazany w filmie był podobno jedną z charakterystycznych cech prawdziwego Wolfganga.

## Utwory Mozarta wykorzystane w filmie
- Symfonia nr 25 g-moll KV 183
  - Allegro con brio
- Symfonia nr 29 A-dur KV 201
  - Allegro moderato
- Koncert na dwa fortepiany nr 10 Es-dur KV 365
  - Rondo: Tempo di Menuetto
- Uprowadzenie z seraju (KV 384)
  - Martern aller Arten
  - Finał turecki
- Symfonia koncertująca Es-dur KV 364
  - Allegro maestoso
- Koncert fortepianowy nr 20 d-moll KV 466
  - Romanze
  - Allegro
- Koncert fortepianowy nr 22 Es-dur KV 482
  - Allegro
- Wesele Figara (KV 492)
  - Ecco la Marcia
  - Ah Tutti Contenti
  - Cinque... dieci... venti... trenta...
- Kontredans (KV 33b)
- Don Giovanni (KV 527)
  - Uwertura
  - La ci darem la mano
  - Scena z Komandorem
- Zaide (KV 344)
  - Ruhe Sanft
- Czarodziejski flet (KV 620)
  - Uwertura
  - Der Hölle Rache kocht in meinem Herzen
  - Ein Mädchen oder Weibchen
  - Pa-pa-pa-Papagena! Pa-pa-pa-Papageno!
- Serenada nr 13 G-dur (Eine kleine Nachtmusik (KV 525))
- Gran Partita (KV 361)
  - Menuetto – Trio I – Trio II
- Koncert na flet, harfę i orkiestrę (KV 299)
- Kontredans „Non piu andrai” (wariacja na temat marsza Salieriego) KV 609
- Requiem d-moll (KV 626)
  - Introitus
  - Dies Irae
  - Rex Tremendae Majestatis
  - Confutatis
  - Lacrimosa
- Wielka Msza c-moll (KV 427)
  - Kyrie

## Nagrody
- 1984: Oscar dla Najlepszego filmu
- 1985: Złoty Glob dla Najlepszego filmu dramatycznego